# Óscar Salazar
Óscar Francisco Salazar Blanco (ur. 3 listopada 1977 w Meksyku) – meksykański taekwondzista, medalista olimpijski z 2004. Na igrzyskach wystartował w wadze do 58 kg, w której zajął drugie miejsce. W finale przegrał z Tajwańczykiem Chu Mu-yenem 1:5.
W 1996 wygrał mistrzostwa kraju. Powtórzył osiągnięcie rok później. W 1997 zajął też trzecie miejsce na mistrzostwach świata. W 1999 zwyciężył w igrzyskach panamerykańskich. Cztery lata później na tej samej imprezie wywalczył srebro.
Karierę zakończył przed igrzyskami w 2008 z powodu polityki prowadzonej przez Taekwondo Mexicano (Meksykański Związek Taekwondo). W 2010 został dyrektorem technicznym reprezentacji Ekwadoru w taekwondo.
Jego siostra, Iridia Salazar, także uprawia taekwondo (jest brązową medalistką olimpijską).